# Galgo Español
Galgo Español hay Galgo Tây Ban Nha là một giống chó săn rượt đuổi có nguồn gốc từ Tây Ban Nha, được ví như là chó săn xám (Greyhound) của Tây Ban Nha, Galgo là giống chó săn có tốc độ tốt nhất trong các dòng chó săn của quốc gia này và dùng để săn thỏ. Đây là giống chó săn cổ, có nguồn gốc từ lâu đời, tên gọi Galgo bắt nguồn từ người Gô-loa của nước Pháp. Galgo có nhiều nét tương đồng về cấu trúc so với Greyhound nhưng điều khác biệt là chúng nhỏ con hơn.

## Tổng quan
Về xuất xứ, giống chó Galgo này được đặt tên theo Gauls hay Gô-loa, một bộ lạc của người Celts là thủy tổ của người Pháp, những người đã định cư tại Bán đảo Iberian vào khoảng năm 400 – 600 Trước Công Nguyên. Loài Galgo là kết quả của những con chó được mang tới bởi người Celt theo những chuyến di cư của họ qua Bán đảo lai tạo với những con chó được mang tới bởi những nhà buôn kinh doanh qua lại với người Celts. Vào những thế kỷ Trung Cổ, dường như là những loài chó săn rượt khác được lai tạp để tạo ra loài Galgo ngày nay. Giống chó này được công nhận bởi: Hiệp hội nuôi chó săn rượt Mỹ (American Sighthound Field Association)

## Đặc điểm
Chó săn Galgo của Tây Ban Nha là giống chó có khả năng duy trì tốc độ chạy không đổi và rất nhanh. Một sự kết hợp giữa chân dài mạnh mẽ, ngực nở, xương sống linh hoạt và thân hình mảnh mai cho phép đạt tốc độ đua trung bình vượt hơn 18 mét mỗi giây hay 63 km một giờ (39 mph). Tại tốc độ tăng tốc tối đa, greyhound đạt đến hơn 70 km/h trong vòng 30m, và chạy với tốc độ gần 20 m/s cho 250 m đầu tiên của một cuộc đua, và duy trì tốc độ này trong vòng 5 phút không nghỉ.
Về hình dáng chung thì Galgo có hình dáng tương tự như loài Greyhound, nhưng khá khác biệt về chi tiết. Galgos cao hơn ở phần thân sau so với thân trước, và cơ bắp gọn hơn so với Greyhound đây là đặc trưng cho những tay đua dai sức chứ không đơn thuần là những cuộc đua nước rút. Chúng cũng có xu hướng nhỏ hơn, nhẹ hơn về hình thể, và đuôi dài hơn, đầu thủ rất dài mà tạo một ấn tượng về đôi tai lớn hơn. Ngực chúng không sâu như loài Greyhound và không tiến sát tới khuỷu chân trước. Khác với giống Greyhound, Galgo có hai loại lông là lông mượt và lông thô. Lông thô có thể bảo vệ thêm cho da khỏi bị thương khi chạy trên thảo nguyên. Chúng có nhiều màu sắc và những màu lông thuần nhất như màu đen và đỏ, vện và đa màu hai màu hoặc nhiều màu phối hợp nhau.
Chúng cao từ 60 đến 70 cm và nặng từ 20 – 30 kg. Tuổi thọ của chúng khoảng 12 năm, về sức khỏe: Giống như nhiều loài chó săn rượt khác, Galgo là một giống chó khá khỏe mạnh mặc dù chúng nhạy cảm với sự mất cảm giác. Việc chăm sóc không quá khó đối với loài chó săn rượt Tây Ban Nha lông mượt này. Tuy nhiên, việc chải lông thường xuyên là cần thiết để giữ cho bộ lông sáng bóng và lấy đi những sợi lông chết. Loài này là chó săn và giống loài chó Greyhound chay nhanh là chúng tràn đầy sức sống. Những chuyến đi dạo dài, chạy, hoặc chạy tự do trong một chiếc sân rộng nên được thực hiện hàng ngày để giữ cho chúng không chán.

## Tập tính

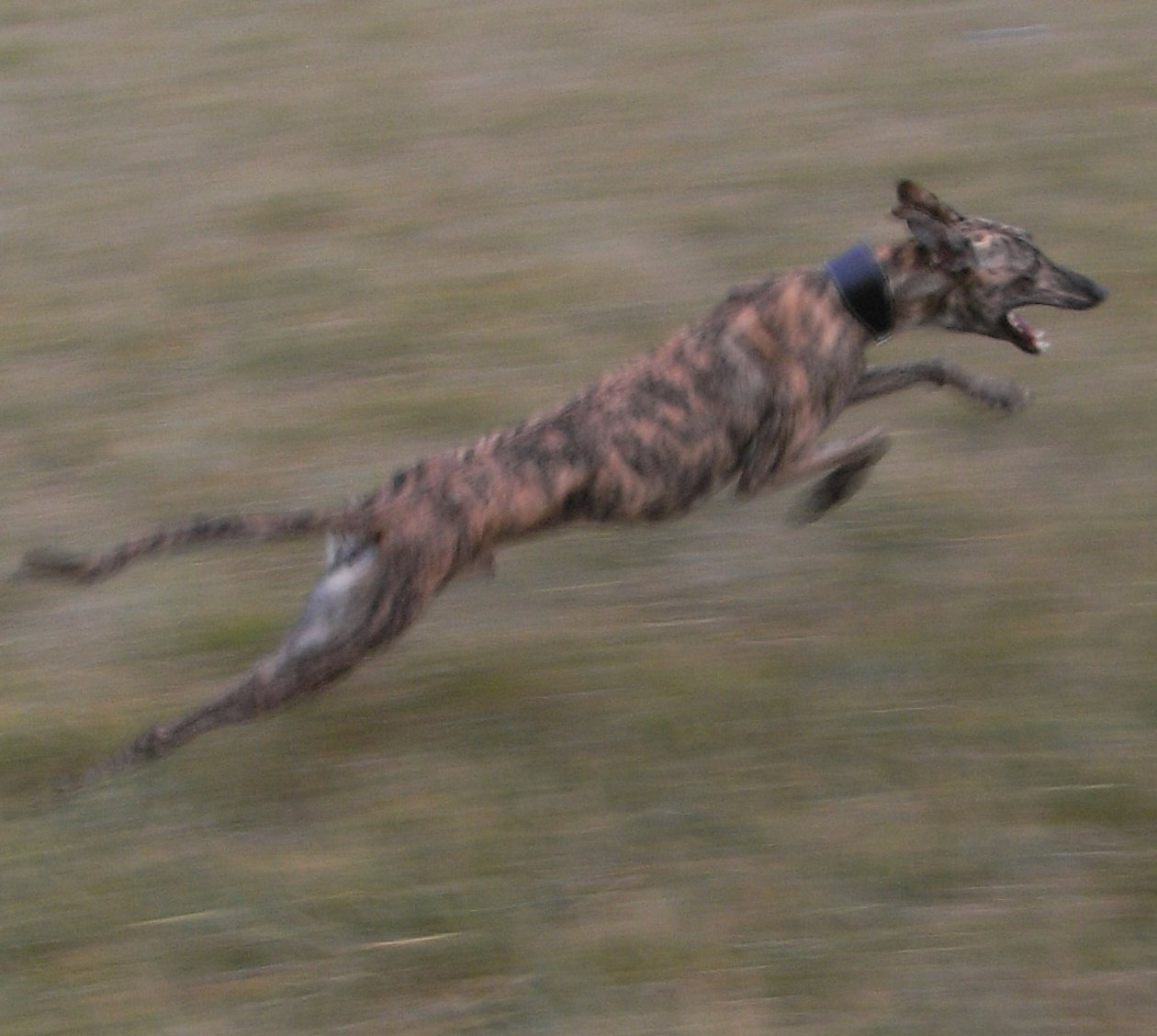
Một con Galgo đang chạy

Galgo có bản chất tương tự như loài Greyhound. Chúng trầm tĩnh, yên lặng, thanh lịch và nhẹ nhàng. Nhiều con Galgos có thể được đánh giá là thân thiện với mèo và do đó nó là sự lựa chọn tốt cho những người yêu chó săn và cũng yêu mèo vì sẽ không xảy ra nguy cơ những con chó săn này tấn công mèo vì bản tính săn bắt của chúng. Hầu hết tất cả những con Galgos cũng rất thân thiện với những con chó khác và những con chó nhỏ khác.
Chúng cũng rất thân thiện với trẻ nhỏ, yên lặng khi ở trong nhà nên ít rủi ro cho trẻ nhỏ khi chúng thích thú vui đùa nhảy chồm vào chúng. Chúng rất thanh lịch và chịu đựng với những sự vui đùa thái quá của trẻ nhỏ và ít trả đũa, gây gổ với những con chó khác. Galgo có bản tính rất dè dặt và chúng có xu hướng dè dặt, nên rất quan trọng để cho chúng tiếp xúc xã hội khi còn non để chúng lớn lên cảm thấy thoải mái bên cạnh người, chó lạ ở mọi nơi.
Những căn hộ không phù hợp với loài này vì chúng là giống chó săn đuổi dựa vào tốc độ, chúng cần một khu vực rộng rãi và không thích bị nhốt. Tuy nhiên một số con Galgo có thể nuôi trong những ngôi nhà nhỏ và thậm chí trong cả những căn hộ bởi vì chúng là những con chó có xu hướng lười vận động. Chúng có xu hướng ngủ nhiều và thích tắm nắng để tiết kiệm năng lượng để khi chúng cần rượt đuổi những con thỏ. Điều đó không có nghĩa rằng nó không cần vận động, giống như bất cứ giống chó nào khác chúng cần vận động. Loài này cần được đi dạo dày hàng ngày hoặc chạy rong nơi mà con chó được chạy bên cạnh hoặc đằng sau xe đạp của chủ nhân, như bản năng mách bảo con chó rằng người chủ luôn dẫn đường.

## Cuộc đua
Ở Tây Ban Nha có nhiều cuộc thi được tổ chức trên toàn quốc và địa phương với hàng ngàn con chó săn mỗi năm gọi là mùa săn. Trong đó, dạng thi đấu phổ biến nhất liên quan đến việc một người đàn ông gọi là 'soltador' cưỡi một con ngựa, rồi thả dần từng con thỏ để săn thỏ, mặc dù con Galgo nào giết được thỏ không nhất thiết phải là người chiến thắng. Một trận đua, để được công nhận hợp lệ phải kéo dài ít nhất 55 giây đến 2 phút tùy địa phương, có nơi có thể kéo dài đến 5 phút.
Những chú chó này được thưởng điểm về tốc độ, sức dai, sự bền bỉ,…nhưng lại bị trừ điểm nếu không đạt được khoảng cách nhất định và sẽ bị loại ngay nếu có những cư xử bất thường hoặc không tuân thủ theo sự hướng dẫn được đưa ra trong quá trình thi đấu. Những chú chó đều bị buộc dây xích sau một chiếc xe, nơi chúng bị bắt phải chạy để theo kịp, như là một phần của việc đào tạo để thi đấu cho cuộc thi săn thỏ kéo dài suốt 4 tháng. Những trường hợp này được những tay cá độ gọi là ‘hàng kém chất lượng’ và sẽ bị ‘trừng phạt’ hoặc giết chết. Khi mùa săn kết thúc, những tay săn thường bỏ mặc chúng, tình nguyện viên nói và lập tức tìm con mới để thay thế và huấn luyện cho năm sau.

## Đối xử
Một số con bị đánh gãy xương, tra tấn bằng thuốc lá, tạt axit, bỏ mặc cho đói đến chết trong những đường hầm, treo ngược lên cây hoặc thả rong ngoài những con đường cao tốc, nơi đa phần đều bị xe tông chết, nhiều chú chó bị tra tấn bằng thuốc lá, tạt axit rồi bỏ mặc đói đến chết tại Tây Ban Nha. Có một vài trường hợp, chúng bị trói chặt vào đá và để mặc cho chết đói, một số khác thì bị bỏng thuốc lá hoặc ném qua hàng rào để rồi bị bỏ rơi với một chiếc chân gãy. Có nhiều cộng đồng, nơi người dân thường không quan tâm và phúc lợi của những con chó không phải là một ưu tiên. Chính phủ quốc gia và chính quyền địa phương cũng từ chối bình luận về vấn đề này. Trong khi một số luật có tồn tại liên quan đến việc ngược đãi các con vật, nhưng việc truy tố là hiếm.
Để cải thiện tình trạng này, có một số tổ chức cứu hộ động vật đã thành lập và chăm sóc chúng, chẳng hạn như Greyhounds in Need (GIN), một tổ chức từ thiện của Anh khi trung tâm được thành lập từ năm 1998. Tổ chức này đã cứu và giúp điều trị hơn 7000 trường hợp, những con chó bị bỏ rơi sẽ nhận được sự chăm sóc của bác sĩ thú y của trung tâm một số trường hợp, bị sợi dây thừng quấn quanh cổ ấn sâu vào da và cần được phẫu thuật cắt bỏ bởi một bác sĩ thú y của trung tâm.
Trong khi hàng chục người khác có những vết bỏng, vết thương hở bị nhiễm trùng nặng, trước khi được các tìm thấy bởi các tình nguyện viên trên khắp Tây Ban Nha. Đã có nhiều con may mắn đã được nhiều gia đình tại Anh và khắp châu Âu nhận nuôi. Trung tâm đã thuê chuyên gia dạy chó huấn luyện và bác sĩ chăm sóc để kịp thời phát hiện cũng như điều trị việc lây nhiễm sán dãi chó và ấu trùng sán dãi chó (Toxocara canis), trước khi chúng được chuyển đến Anh, Pháp hay Đức.Tất cả con chó được giải cứu đều được huấn luyện và kiểm dịch tại trung tâm trước khi chuyển đến Anh hay bất kỳ nước nào.